# Gala de la chanson de Caraquet

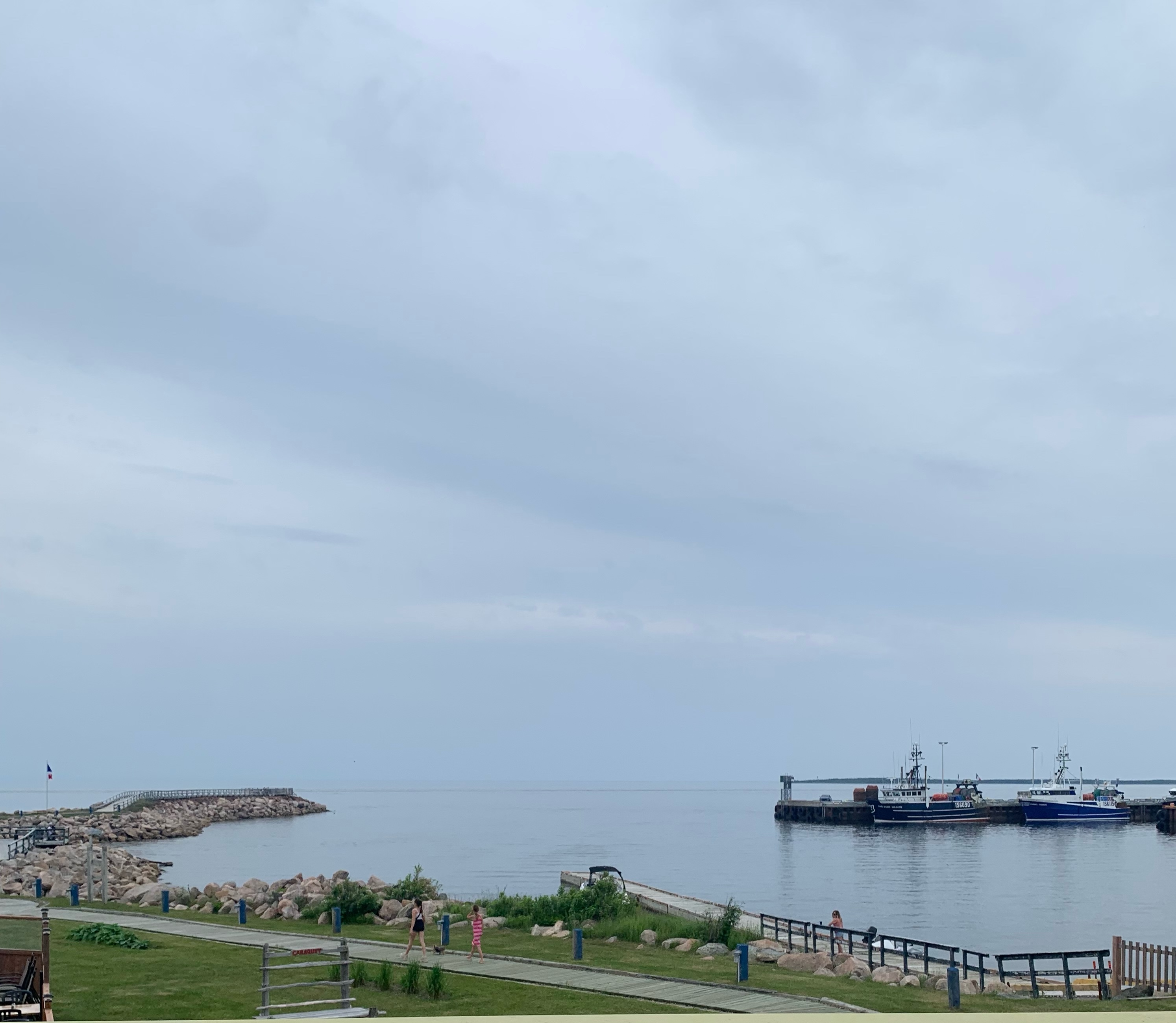
Ce quai est situé juste à proximité de l'endroit où se tient le Gala de la chanson de Caraquet chaque année.

Le Gala de la chanson de Caraquet est un organisme à but non lucratif dont la mission est de promouvoir les artistes francophones acadiens. Ce concours offre aux Acadiens de toute la région de l'Atlantique un repère culturel, particulièrement axé sur la musique.

## Histoire
Dans les années soixante, à Caraquet, Louis Dugay a commencé à organiser des soirées "boîtes à chansons" qui ont rencontré un immense succès dans la région. Cela l'a incité à créer le premier Gala de la chanson acadienne, englobant initialement différentes formes d'art, mais évoluant au fil du temps pour se concentrer davantage sur la musique et la découverte de nouveaux artistes. Depuis, le concours indépendant se tient annuellement à Caraquet, au Nouveau-Brunswick.
Le trophée a été sculpté par Gilbert Leblanc en 1994.
La croissance et le rayonnement du gala ont été rendus possibles au fil des ans grâce à la collaboration avec le Festival acadien de Caraquet, qui intègre ce concours dans sa programmation estivale en août pour célébrer la Fête des Acadiens. En 2003, le concours indépendant est devenu un organisme à but non lucratif, renforçant ainsi son impact.
Depuis ses débuts, le festival a grandement contribué à la promotion des artistes francophones des Maritimes et à l'échelle mondiale. Parmi les artistes acadiens émergents ou ayant participé au Gala de la chanson de Caraquet, on peut citer en Michel Thériault, Lisa Leblanc, Calixte Duguay, Donat La Croix, Wilfred Le Bouthillier, Caroline Savoie, Écarlate, parmi de nombreux autres.
Plus récemment, en 2018, un nouveau concours a été créé, réservé exclusivement aux jeunes de 6 à 13 ans, nommé le "Petit Gala de Caraquet de la Chanson." Ce concours vise à encourager et à donner de la visibilité aux artistes de demain.